# Cladonia corniculata
Cladonia corniculata är en lavart som beskrevs av Ahti & Kashiw. Cladonia corniculata ingår i släktet Cladonia och familjen Cladoniaceae.   Inga underarter finns listade i Catalogue of Life.